# Hrabstwo Deuel (Dakota Południowa)
Hrabstwo Deuel (ang. Deuel County) – hrabstwo w stanie Dakota Południowa w Stanach Zjednoczonych. Obszar całkowity hrabstwa obejmuje powierzchnię 636,72 mil² (1649,1 km²). Według szacunków United States Census Bureau w roku 2009 miało 4203 mieszkańców.
Hrabstwo powstało w 1862 roku. Na jego terenie znajdują się następujące gminy (townships): Altamont, Antelope Valley, Blom, Brandt, Clear Lake, Glenwood, Goodwin, Grange, Havana, Herrick, Hidewood, Lowe, Norden, Portland, Rome, and Scandinavia.

## Miejscowości
- Altamont
- Astoria
- Brandt
- Clear Lake
- Gary
- Goodwin
- Toronto